# 新西爾卡 (皮德海齊市鎮)
49°18′32″N 25°10′37″E / 49.30889°N 25.17694°E
新西爾卡（羅馬化：Novosilka）是位於烏克蘭西部的村莊，由捷爾諾波爾州捷爾諾波爾區的皮德海齊市鎮負責管轄。該村始建於918年，面積31.2平方公里，2001年人口1,185，人口密度每平方公里38人。